# Txomin Arrotegi Vélez
Txomin Arrotegi Vélez (Sant Sebastià, 17 de desembre de 1980) és un futbolista basc, que ocupa la posició de migcampista.

## Trajectòria
Va començar a destacar al Racing de Santander, amb qui debuta a primera divisió en un encontre de la temporada 98/99.
No té continuïtat a l'equip càntabre, continuant la seua carrera en equips bascos, com el Gernika, l'Eibar B o el Sestao River.